# Língua anim
Anim ou ani (Anyin, Anyi, Agni) é o idioma dos anins,sendo e é grafada com alfabeto latino. É uma língua nigero-congolesa falada na Costa do Marfim e Gana. É uma língua cuá do ramo Tano Central, formando um continuum de dialetos junto com o baúle, e está intimamente relacionada com zema e seui.

## Dialetos
Os dialetos, divididos em áreas dialetais do Norte e Central, incluem Sanvim, Abé, Ano, Bona, Bini e Barabo na área Norte e Denié e Juablim na área Central. Na Costa do Marfim, existe aproximadamente 1,45 milhão de falantes nativos da língua, junto com 10 mil usuários de segunda língua; em Gana, existem aproximadamente 66 400 falantes.
A língua morofo, falada por 300 mil pessoas no sudeste da Costa do Marfim, às vezes é classificada como um dialeto anim, mas também pode ser classificada como uma língua separada.

## Fonologia

### Consoantes
|                   |             | Labial | Labial-velar | Alveolar | Pós-alveolar | Palatal | Velar | Glotal |
| ----------------- | ----------- | ------ | ------------ | -------- | ------------ | ------- | ----- | ------ |
| Nasal             | Nasal       | m      |              | n        |              | ɲ       | ŋ     |        |
| Plosiva/ Africada | surda       | p      | kp           | t        | tʃ           | [c      | k     | ʔ      |
| Plosiva/ Africada | sonora      | b      | gb           | d        | dʒ           | ɟ       | g     |        |
| Fricativa         | surda       | f      |              | s        | ʃ            |         |       | h      |
| Aproximante       | Aproximante |        |              |          |              | j       | w     |        |
| Vibrante          | Vibrante    |        |              | r]       |              |         |       |        |

### Vogais
|         | Frontal                             | Frontal                                   | Posterior                                 | Posterior                        |
| ------- | ----------------------------------- | ----------------------------------------- | ----------------------------------------- | -------------------------------- |
| Fechada | Frontal fechada não arredondada - i | Frontal quase fechada não arredondada - ɪ | Frontal quase fechada não arredondada - ʊ | Posteror fechada arredondada - u |
| Medial  | Frontal meio fechada - e            | Frontal meio aberta não arredondada - ɛ   | Posterior meio aberta - ɔ                 | o                                |
| Aberta  | Frontal aberta não arredondada - a  | Frontal aberta não arredondada - a        |                                           |                                  |

As seguintes vogais podem ser nasalizadas: /ĩ/, /ɪ̃/, /ã/, /ũ/, /ʊ̃/.

### Tons
O anim tem dois tons de nível, alto e médio; dois tons de contorno, alto-baixo e baixo-alto; e um tom neutro. Os tons são distinguidos ortograficamente apenas para distinguir pares mínimos e construções gramaticais, ou quando duas vogais idênticas com tons diferentes co-ocorrem: cf. ⟨Baá⟩ ([bàá], "criança") vs. ⟨ba⟩ ([bá], "chegar", "vir").

## Gramática
O anim tem os seguinte pronomes pessoais:
| Pessoa | Pessoa      | Singular | Plural |
| ------ | ----------- | -------- | ------ |
| 1ª     | sujeito     | mĩ       | jɛ     |
| 1ª     | não-sujeito | mĩ́       | jɛ     |
| 2ª     | sujeito     | ɛ        | émɔ́    |
| 2ª     | não-sujeito | wɔ́       | émɔ́    |
| 3ª     | sujeito     | ɔ        | bɛ́     |
| 3ª     | não-sujeito | jí       | bɛ́     |